# Retterserbach
Der Retterserbach (auch Retterser Bach) ist ein 3,6 km langer, rechter Zufluss des Mehrbaches im rheinland-pfälzischen Landkreis Altenkirchen.

## Geographie

### Verlauf
Der Bach entspringt im Höhenzug Leuscheid nördlich der Ortslage von Rettersen auf der Gemarkung von Hasselbach. Er fließt in südlicher Richtung durch die Orte Rettersen und Ersfeld und mündet an der Kreisstraße 24 in den Mehrbach. Im Oberlauf trägt der Bach auch den Namen Scherenbach, bei Ersfeld wird er Peschbach genannt.

### Einzugsgebiet und Zuflüsse
Die Gewässerkennzahl ist 271642, das Einzugsgebiet hat eine Größe von 4,8 km² und entwässert über Mehrbach, Wied und Rhein in die Nordsee.
| Name       | GKZ      | Lage   | Länge in km | EZG in km² |
| ---------- | -------- | ------ | ----------- | ---------- |
| Feldbach   | 271642 2 | rechts | 001,020     | 0000,820   |
| Hahngraben | 271642 4 | links0 | 000,4140    | 0000,1730  |